# Adam Rodriguez
Adam Rodriguez (Yonkers, 2 april 1975) is een Amerikaanse acteur.
Hij moest zijn droom om professioneel honkballer te worden opgeven wegens een blessure. Vervolgens besloot hij te kiezen voor het acteervak. Zijn debuut maakte hij op 10-jarige leeftijd met een rol in The Cosby Show, maar zijn doorbraak kwam toen hij in een aflevering van NYPD Blue speelde.
Rodriguez had ook rollen in de onder meer de series Brooklyn South, Roswell, Law & Order en Felicity. Bovendien speelde hij in de film Impostor. Ook verscheen hij in een videoclip van Jennifer Lopez. Hij is ook bekend van CSI Miami waarin hij Eric Delko speelt. Vanaf 2016 speelt hij mee in de televisieserie Criminal Minds.

## Filmografie
- Incredibles 2 (2018) als Detective (stem)
- Criminal Minds (2016-2023) als Luke Alvez
- Magic Mike XXL (2015) als Tito
- Magic Mike (2012) als Tito
- Ugly Betty (2009) als Bobby Talercio
- Caught in the Crossfire (2009)
- Respect My Conglomerate (2009) als Police Officer/Cameo
- I Can Do Bad All By Myself (2009) als Sandino
- Let the Game Begin (2009) als Ricky
- A Kiss of Chaos (2008) als Freddie
- Bohica (2008) als Diz
- Christmas Break (2008) als Alejandro
- 15 Minutes of Fame (2008) als Casting Director
- Cielito Lindo (2007) als Leonardo
- Take (2007) als Steven
- Unknown (2006) als County Doctor
- Splinter (2006) als Private Martinez
- Thanks to Gravity (2006) als Elias
- Category 7: The End of the World (2005) als USAF Pilot Ritter
- Kim Possible (2005) als Burn Burnam
- CSI: Miami (2002-2011, 172 afl.) als CSI Level 3: Eric "Delko" Delektorsky
- King Rikki (2002) als Alejandro Rojas
- Impostor (2001) als Trooper #1
- Roswell (2001-2002) als Jesse Esteban Ramirez
- All Souls (2001) als Patrick Fortado
- Details (2000) als Chris
- Resurrection Blvd. (2001-2002, 4 afl.) als Jorge
- All Souls (2001) als Patrick Fortado
- Details (2000) als Chris
- Felicity (1999-2000, 3 afl.) als Erik Kidd
- Law & Order (1999, 1 afl.) als Chino
- Brooklyn South (1997-1998) als Officer Hector Villanueva
- NYPD Blue (1997, 1 afl.) als Uniform Cop

- Bibliothèque nationale de France: cb15027708n (data)
- Gemeinsame Normdatei: 1241782555
- International Standard Name Identifier: 0000 0001 1483 2746
- Library of Congress Control Number: no2010034502
- MusicBrainz: fdb74f24-0fe6-44ad-afb4-11d6a98ff4bc
- Istituto Centrale per il Catalogo Unico: UBOV046933
- Système universitaire de documentation: 132485273
- Virtual International Authority File: 163836595
- WorldCat: E39PBJymF3wFHwkxGVhW9XXKh3